# Dependencia sintáctica a distancia
Las dependencias sintácticas a distancia son aquellas que requieren mecanismos o restricciones de gramaticalidad más complejas que la simple adyacencia de elementos sintácticos. Entre ellas podemos citar:
- la concordancia gramatical
- la la rección y el ligamiento
- la teoría del caso abstracto
- las de un elemento desplazado con su huella sintáctica.